# Opercularia aspera
Opercularia aspera är en måreväxtart som beskrevs av Joseph Gaertner. Opercularia aspera ingår i släktet Opercularia och familjen måreväxter. Inga underarter finns listade i Catalogue of Life.